# Можар Марія Іванівна
Марія Іванівна Можар (16 грудня 1978, Алма-Ата, Казахська РСР) — російська кінорежисерка і кіносценаристка.

## Біографія
У 2001 році закінчила Білоруський державний університет культури та мистецтв за спеціальністю «драматургія» (редактор, сценарист, майстерня Н. Загорської). Потім з відзнакою закінчила режисерський факультет ВДІК за фахом «режисура ігрового фільму» (майстерня Є. І. Ташкова та О. В. Суріна).
Член Гільдії кінорежисерів Росії.

## Фільмографія

### Режисер
- 2003 — «З Новим роком» (короткометражний)
- 2004 — «Нас не шукайте» (короткометражний)
- 2005 — «... за ім'я Моє» (короткометражний, курсова робота)
- 2006 — «Собака» (короткометражний, дипломна робота)
- 2007 — «Гра в хованки» (телефільм)
- 2007 — «Вороги» (Білорусь, Росія)
- 2012 — «Помилки любові»

### Ролі в кіно
- 2012 — «Помилки любові» — Панфілова

### Сценарист
- 2012 — «Тілесні радості і печалі» (інша назва — «Радість і смуток тіла», Кіпр, Греція, у співавт.)
- 2009 — «Горобиновий вальс» (у співавт.)
- 2009 — «Дастіш фантастиш» (Білорусь)
- 2007 — «Гра в хованки»
- 2007 — «Вороги» (Білорусь, Росія)
- 2007 — «Бухта зниклих дайверів» (у співавт.)

## Премії та нагороди
- «Вороги»:
  - Приз за сценарій «Срібний Витязь» на МКФ «Золотий Витязь» («Відокремити вогонь від полум'я», конкурс сценаріїв 2003 року)
  - Гран-прі «За кращий фільм» X Відкритого Бердянського кінофестивалю «Бригантина»
  - 6-й Республіканський фестиваль білоруських фільмів — Спеціальний диплом «За кращий дебют у кіно» ім. В. Турова
  - XIV МКФ «Листопад-2007» — Спеціальний диплом «За вірність традиціям і прагнення нового рішення теми Великої Вітчизняної війни» і Спеціальний приз «Разом» постійного комітету союзної держави «За кращий спільний білорусько-російський проект»
  - Диплом на V кінофестивалі «Слався, Отечество»
- «Собака»:
  - Спеціальний приз голови журі Наталії Белохвостікової за кращу роботу режисера в ігровому фільмі на XXVI МФ ВДІК
  - Приз глядацьких симпатій кращому фільму конкурсної програми ВДІК на XXVI МФ ВДІК
  - Спеціальний приз журі кращому організатору виробництва фільму на XXVI МФ ВДІК
  - Спеціальний приз за кращу режисерську роботу на XI фестивалі візуальних мистецтв
  - Диплом «Бронзовий Витязь» на МКФ «Золотий Витязь»
- «… за ім'я Моє»:
  - Приз за кращий фільм програми ВДІК на XXV міжнародному фестивалі ВДІК
  - Приз «За кращий сценарій» на XXV МФ ВДІК
  - Приз «За кращу операторську роботу в кінофільмі» на XXV МФ ВДІК
  - Приз «Бронзовий Витязь» на XIV Міжнародному кінофестивалі «Золотий Витязь»
  - Гран-прі на I МФ світоглядних кіно
  - Приз глядацьких симпатій Пекінської кіноакадемії
  - Приз глядацьких симпатій на IX кубанському кінофестивалі
  - Перший приз на кінофестивалі «Покров»
  - Спеціальний приз журі «За зворушливість» — на I МФ сімейних і дитячих фільмів «Вірне Серце»
  - Диплом за кращий дебют на Першому всеросійському Стрітенському православному кінофестивалі «Зустріч»
  - Диплом «За кращий дебют» на КФ «Радонеж»
  - Диплом «За краще музичне оформлення фільму» на КФ «Покров»